# 米哈伊尔·普鲁沙宁
米哈伊尔·普鲁沙宁（俄语：Михаил Прушанин）据称是来自普鲁士並且生活在13世纪初的一位人士，他是许多俄罗斯人的祖先。
根据17世纪的一份文獻記載，當時他带着一大群来自普鲁士的人来到诺夫哥罗德，并且幫助亚历山大·雅罗斯拉维奇·涅夫斯基对抗瑞典人和利沃尼亚人。他曾參與涅瓦河之戰。他最終在诺夫哥罗德去世.。
历史学家斯捷潘·鲍里索维奇·维谢洛夫斯基認為米哈伊尔實際上是诺夫哥罗德人。